# Calotta alla Giulietta

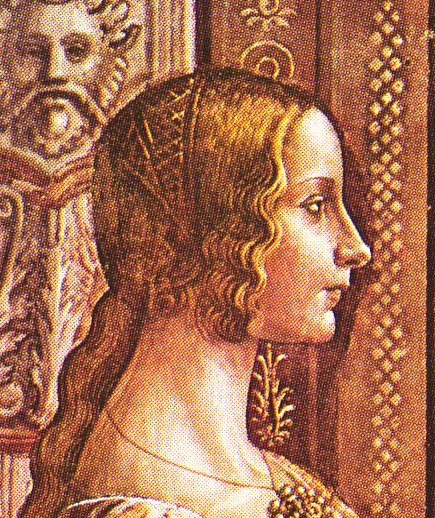
Ritratto ad affresco dell'adolescente Ludovica Tornabuoni, fine degli anni '80 del Quattrocento. Si noti la calotta alla Giulietta sul suo capo, decorata con una lavorazione a bias intrecciato

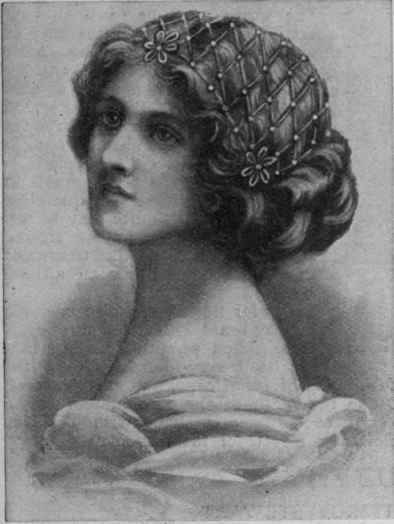
Modello di una calotta alla Giulietta da un'illustrazione per la Every Woman's Encyclopaedia, 1910.

La  calotta alla Giulietta è un particolare tipo di copricapo realizzato a crochet, aperto e realizzato in forma di calotta per il capo, spesso decorato con perle, perline o gioielli, spesso abbinato ad abiti da sera o a vestiti da sposa moderni.
L'origine del copricapo è piuttosto antica in quanto già attestata nel Quattrocento e trae il proprio nome dall'eroina di Romeo e Giulietta di Shakespeare, la quale spesso viene rappresentata con questo tra i capelli. Con l'avvento delle parrucche tra XVII e XVIII secolo, l'oggetto cadde in disuso, per poi venire recuperato ampiamente nel corso dell'Ottocento grazie anche alla moda vittoriana inglese. In epoca più recente, è stato utilizzato nell'abito nuziale della principessa Grace Kelly.
Secondo l’Every Woman's Encyclopaedia (Londra, 1910):